# Elias Herlitz
Elias Herlitz, född omkring 1566 i Zeitz, död 6 februari 1615 i Stralsund, var en tysk organist, kompositör och författare. 

## Biografi
Elias Herlitz var son till rådmannen och kassören Andreas Herlitz. Efter att ha gått i skolan i Zeitz började han studera 1582 vid universitetet i Leipzig och flyttade 1586 till universitetet i Greifswald. 1591 kallades han kollega i Tribsees. Samma år fick han en anställning som organist vid Sankt Nikolai kyrka, Stralsund, där han arbetade fram till sin död 1615. 
Han var bror till matematikern David Herlitz i Greifswald och kantorn Andreas Herlitz (1565–1623) i Stralsund. 

## Verk
Elias Herlitz skrev skolkomedin "Musicomastix", som trycktes 1606 av Joachim Rhete, son till Georg Rhete, i Szczecin. Verket hittades 1930 av musikologiseminariet i Greifswald och framfördes 1931 på Greifswalds stadsteater. 
- Hans Engel (red.) ): Musicomastix   : ett Comoedia av Music Feinde / av Elias Herlitz från Zeitz, eftersom han var organist i Stralsund. Fax på upplagan av Joachim Rheten, Alten Stettin 1606; Bear rider, Kassel 1937